# Maršov u Úpice
Maršov u Úpice település Csehországban, Trutnovi járásban. Maršov u Úpice Hajnice, Úpice, Libňatov, Brzice és Mezilečí településekkel határos. Lakosainak száma 190 fő (2024. január 1.).

## Népesség
A település lakosságának változását az alábbi diagram mutatja:
| Lakosok száma | 415  | 369  | 322  | 218  | 182  | 164  | 189  | 190  | 171  | 190  |
|               | 1869 | 1900 | 1921 | 1961 | 1980 | 2011 | 2016 | 2019 | 2021 | 2024 |